# The Suicide Twins
The Suicide Twins var en musikgrupp i slutet av 1980-talet, bestod av Andy McCoy och Nasty Suicide. 

## Biografi
The Suicide Twins sattes ihop av de finska gitarristerna Andy McCoy (Antti Hulkko) och Nasty Suicide (Jan Stenfors), som i det här projektet kallade sig själv Nasty Superstar. Bandet var egentligen aktivt endast under 1986, efter Hanoi Rocks och före Cherry Bombz, där de båda herrarna medverkade. 
The Suicide Twins var en överraskande helomvändning av de annars så ljudliga musikerna. De uppträdde bara akustiskt och för det mesta med bitterljuva ballader och med banjo och tamburin i zigenarstil. De släppte 1986 en skiva, Silver Missiles and Nightingales, med hiten Sweet Pretending, på vilken Rene Berg sjöng. Övriga artister som medverkade på skivan var bland annat Dave Tregunna, Bobby Valentino, Charlie Harper, Alan Scott (som också producerade), Anastasia Maisoneuve, Andy Metcalfe och Patricia Morrison. De flesta sångerna var skrivna av McCoy och Tregunna (Sham 69, The Lords of the New Church). Trion Nasty-McCoy-Tregunna skulle året därpå fortsätta samarbetet i Cherry Bombz.

## Medlemmar
- Andy McCoy – gitarr och sång
- Nasty Suicide – gitarr och sång

## Diskografi
- Silver Missiles and Nightingales (1986)

## Trivia
- Samantha Fox har spelat in en cover av The Suicide Twins låt The Best is Yet to Come.
- Mårten Lärka har gjort en svensk översättning av The Best is Yet to Come; Det bästa har vi snart.